# The fountain (Karel Appel)
The fountain is een artistiek kunstwerk in Amstelveen.
Karel Appel maakt een eerste versie in 1992 met de oorspronkelijke materialen hout, gips en papier-maché. Rond 2001 goot hij het in brons. Het werd voor zijn tachtigste verjaardag (Appel is geboren in 1921) geplaatst voor het dan zes jaar oude Cobra Museum voor Moderne Kunst aan het Sandbergplein. Het is gegoten in de Fonderia Bonvicini Verona, aldus een inscriptie in de voet van het beeld. Het behoort tot zijn groep brandstapelbeelden waarvoor hij objecten verzamelde voordat ze op de brandstapel eindigden, als ook objets trouvés. Hij assembleerde vervolgens de objecten voor (een in zijn ogen) één geheel. Zo zijn er hier karrenwielen, een ladder, luiken, een grote vogel en een gebalde vuist te zien. Alles staat op wat de bronzen versie lijkt van een tafelblad. Volgens mondeling overlevering zou Appel de vogel gered hebben toen hij hem op een vrachtwagen gemonteerd was; de chauffeur wilde het wel aan hem afstaan; de vogel zou in de ogen van Appel staan voor vrijheid. De gebalde vuist is volgens de kunstenaar gelieerd aan Je maintaindrai!
Ook de titel The fountain is een verwijzing; in dit geval naar het spraakmakende beeld Fountain van Marcel Duchamp bestaande uit een urinoir, die eenmaal negentig graden gedraaid op een fonteintje zou lijken. Het beeld is ook in de letterlijke betekenis een fontein; het heeft vier sproeiers (bolhoed, klauw, handpalm en arm).
Het bijbehorend informatiebord vermeldt dat het beeld in 2001 gesponsord is door KPMG; de bijbehorende datum is 21 april 2001. Zij schonken het beeld aan de gemeente Amstlveen ter viering van een te houden overzichtstentoonstelling van het werk van Karel Appel in het museum van 20 april 2001 tot 12 augustus 2001.

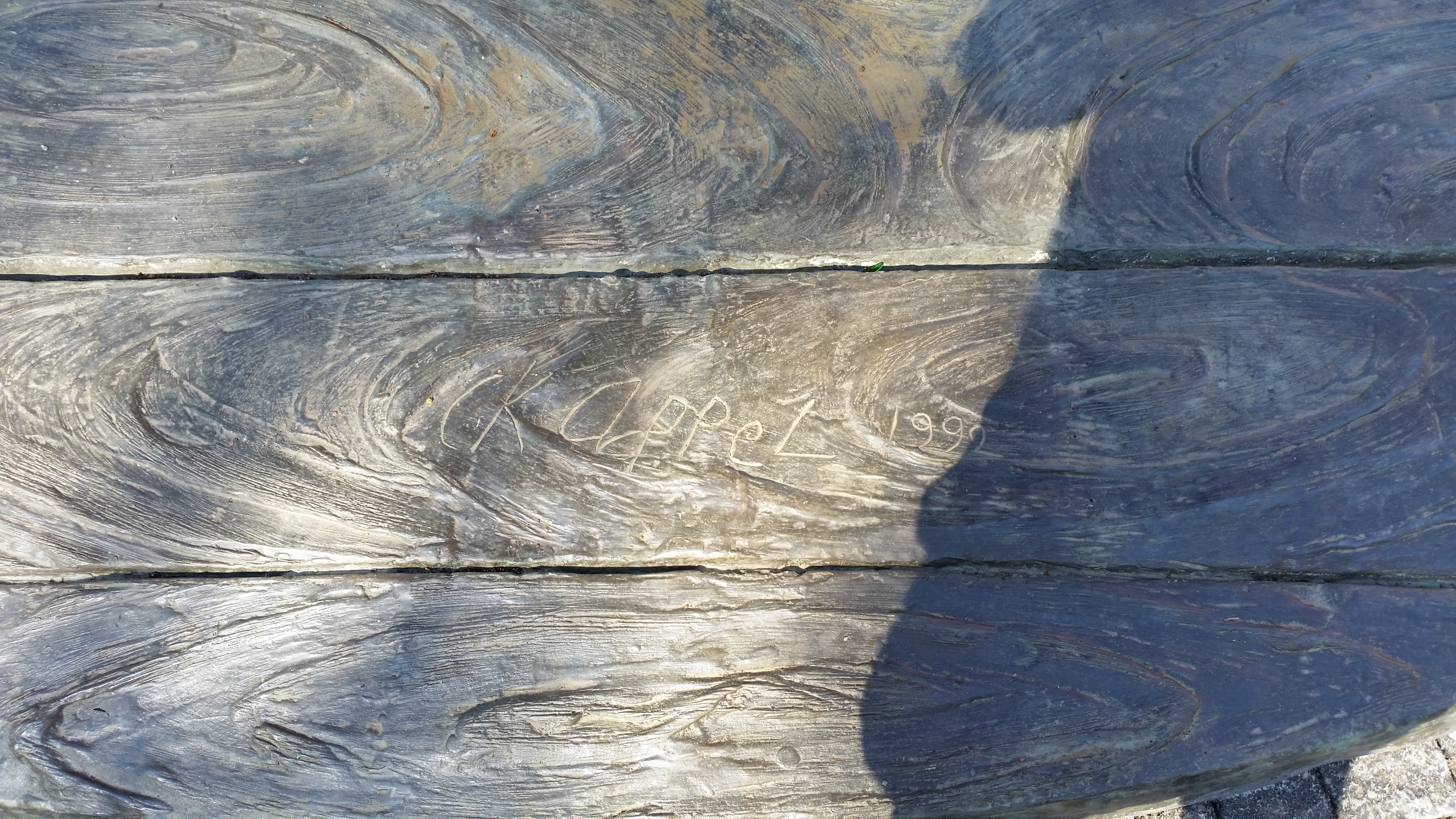
Ondertekening beeld met C.K. Appel (april 2020)